# (7441) Láska
(7441) Láska es un asteroide que forma parte del cinturón de asteroides y fue descubierto por Miloš Tichý y Jana Tichá el 30 de julio de 1995 desde el Observatorio Kleť, cerca de České Budějovice, República Checa.

## Designación y nombre
Láska recibió inicialmente la designación de 1995 OZ.
Más adelante, en 1997, se nombró en honor del astrónomo checo Václav Láska (1862-1943).

## Características orbitales
Láska orbita a una distancia media de 2,315 ua del Sol, pudiendo acercarse hasta 2,14 ua y alejarse hasta 2,491 ua. Tiene una inclinación orbital de 4,894 grados y una excentricidad de 0,0758. Emplea 1287 días en completar una órbita alrededor del Sol. El movimiento de Láska sobre el fondo estelar es de 0,2797 grados por día.

## Características físicas
La magnitud absoluta de Láska es 14,8.